# Hrabstwo Titus

Piramida wieku hrabstwa

Hrabstwo Titus – rolnicze hrabstwo położone w USA w stanie Teksas. Utworzone w 1846 r. Siedzibą hrabstwa jest miasto Mount Pleasant. Północną granicę hrabstwa wytycza rzeka Sulphur. Na południu hrabstwo obejmuje znaczną część Jeziora Boba Sandlina.

## Gospodarka
W 2017 roku z liczbą prawie 6,8 mln ptaków, hrabstwo Titus jest szóstym co do wielkości producentem drobiu w Teksasie. Zauważalne były także hodowla bydła (28,6 tys.), koni (1,2 tys.), rybołówstwo, produkcja paszy, pomarańczy i jagód.
Pastwiska i inne obszary hodowlane zajmują 50% powierzchni hrabstwa, 21% to obszary uprawne i 24% stanowią obszary leśne. Pewną rolę odgrywają także wydobycie ropy naftowej i węgla brunatnego.  

## Sąsiednie hrabstwa
- Hrabstwo Red River (północ)
- Hrabstwo Morris (wschód)
- Hrabstwo Camp (południe)
- Hrabstwo Franklin (zachód)

## Miasta
- Miller's Cove
- Mount Pleasant
- Talco
- Winfield

## Demografia
W 2020 roku 84,8% mieszkańców hrabstwa stanowiła ludność biała (44,4% nie licząc Latynosów), 9,9% to byli czarnoskórzy Amerykanie lub Afroamerykanie, 2,4% to rdzenna ludność Ameryki, 1,6% było rasy mieszanej i 1,2% to byli Azjaci. Latynosi stanowili 44,1% ludności hrabstwa.

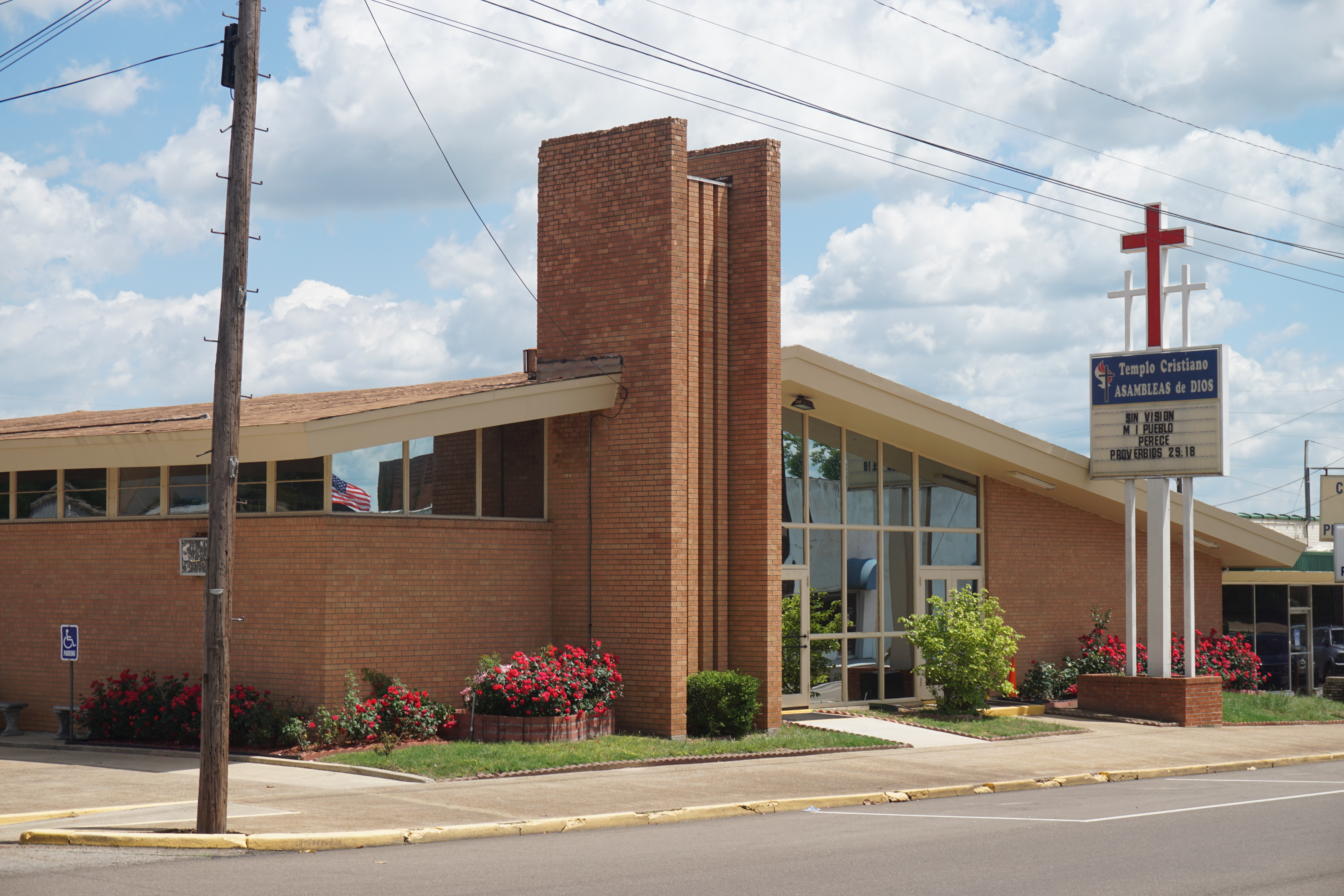
Kościół zielonoświątkowy w Mount Pleasant

## Religia
W 2020 roku większość mieszkańców hrabstwa to ewangelikalni protestanci (w większości baptyści, ale także zielonoświątkowcy – ponad 5% i inni), a blisko jedną trzecią stanowili katolicy (29,4%). Mniejsze grupy obejmowały świadków Jehowy (2%) i mormonów (1,1%).